# 1153

## Догађаји
- Википедија:Непознат датум — Опсада Аскалона (1153)
- Википедија:Непознат датум — Оснивање Грофовије Јафа и Аскалон
- Српски кнез Урош II Вукановић је поново покушао да збаци византијску власт, али се пред царем Манојлом предао. Манојло је на чело Београда и Браничева поставио Андроника Комнина, свог рођака у чију је верност био сигуран. Андроник је, међутим, склопио савез са Угарима са намером да поведе борбу против централне власти. За узврат им је обећао територију којом је сада управљао (Београд, Браничево, а можда и Ниш). Завера је откривена, а Андроник је ухапшен.

## Смрти
- Бернард од Клервоа

- Давид I Шкотски

- Папа Евгеније III

- Борис Коломановић
- Ана Комнина

- Теодор Продром Старији
- Бернар де Тремеле